# 墜愛
《墜愛》（英語：Moonlight Romance），2020年台灣偶像劇，為愛奇藝台灣代理商歐銻銻娛樂第五部自製戲劇，2019年3月12日開鏡，2019年7月殺青，安心亞、宋柏緯、溫昇豪、程茉、吳珝陽、古斌、林映唯領銜主演。 TVBS歡樂台於2020年2月8日首播。幕後花絮《月老惹的禍》於愛奇藝台灣站及官方粉絲專頁播出。為歐銻銻娛樂自製戲劇《如果愛，重來》後推出之作品。

## 播出時間

### 首播
| 频道         | 所在地                              | 播出日期      | 播出時間                | 備註                        |
| ------------ | ----------------------------------- | ------------- | ----------------------- | --------------------------- |
| 愛奇藝台灣站 | 臺灣                                | 2020年2月8日  | 每週六22:00             | VIP搶先看 2/8起 每週更新2集 |
| TVBS歡樂台   | 臺灣                                | 2020年2月8日  | 每週六22:00－23:30      |                             |
| 愛爾達影劇台 | 臺灣                                | 2020年6月3日  | 星期一至五20:30 - 21:30 | 6月15日起，改為深夜時段播出 |
| 爱奇艺       | 马来西亚                            | 2020年2月9日  | 每週日 20:00 - 22:00    | 两集连播                    |
| 爱奇艺       | 马来西亚                            | 2020年3月2日  | 每週日 20:00 - 23:00    | 三集连播                    |
| 愛奇藝       | 中国大陆 · 香港                     | 2020年3月12日 |                         | 全劇集數已上架              |
| 愛奇藝國際版 | 马来西亚 · 泰國 · 印度尼西亞 · 越南 |               |                         | 全劇集數已上架              |

### 重播
| 频道       | 所在地 | 播出日期      | 播出時間           |
| ---------- | ------ | ------------- | ------------------ |
| TVBS歡樂台 | 臺灣   | 2020年2月9日  | 每週日01:00－02:30 |
| TVBS歡樂台 | 臺灣   | 2020年2月9日  | 每週日12:00－13:30 |
| TVBS歡樂台 | 臺灣   | 2020年2月9日  | 每週日20:00－21:30 |
| TVBS歡樂台 | 臺灣   | 2020年2月10日 | 每週一02:00－03:30 |
| TVBS歡樂台 | 臺灣   | 2020年2月15日 | 每週六14:00－15:30 |

## 劇情大綱
李月受到陷害來到人間，化名為游天樂，並以離婚律師為業，找尋各種方法吸取能量以維持生命。在一次事件中，遇到了開發愛情費洛蒙香水專利的方多米，認為愛情所產生的費洛蒙是透過科學方法來催化產生的。原先掌管全天下愛情的游天樂，竟意外與方多米牽上紅線，並發現多米是當年拯救自己的恩人，然而她也因此錯過了一段姻緣。經過幾次交手，天樂漸漸愛上了多米，而這神仙與凡人意外牽起的姻緣紅線又是否能相知相守？對天樂與多米來說，世界上最遙遠的距離，不是我站在你面前你卻不知道我愛你，而是我是神仙你是凡人，我們注定不能在一起…

## 演員列表

### 主要演員
| 演員   | 角色   | 介紹 | 登場集數                    |
| 安心亞 | 方多米 | 女，32歲(1989年12月9日)，性格溫柔體貼、善解人意。畢業於北台大學香水行銷與管理系。在研究所畢業後赴法國格拉斯哥香水學校實習三年。鑽研香水研發，認為所有的情感都能用科學解釋，將費洛蒙發展成消費性商品並握有專利，是La Trinité香水公司研發中心主任。 十年前趕赴月老廟與初戀男友白思禮見面時，意外救了天樂一命，也因此失去了姻緣線，從此常被長輩嘲諷說命犯孤鸞，始終找不到真愛。之後因創業與Tim相識進而交往，多米以為這會是自己最後一個男人，就在這時多年未見的前男友白思禮成了同父異母妹妹千芮的男友出現，並且思禮也是Tim媽撤資後公司裡的新CEO。同時游天樂常常在莫名其妙的狀況下出現，也讓她對這個神秘的離婚律師產生好奇。 | 全劇                        |
| 宋柏緯 | 游天樂 | 男，外貌年齡30歲，原名李月，是天界大月老，掌管人間情愛。與冥界的舀水使者湘君相戀，卻受情敵石三生陷害，因而墜落凡間。外型帥氣，亦正亦邪，喜歡吃巧克力，對於人世間的事情不太在乎，便以專辦離婚為業的律師，方便廣羅天下怨偶，並靠著三生石戒指吸取負能量蝴蝶，才得以保留神力重返天界洗刷冤屈，卻也導致在過程中，和後生月老使者丁顯揚處處針鋒相對。 在一次任務中與多米相遇發生了意外，收集多年的所有的負能量蝴蝶全被這女人給吸走，因此游天樂的神力日漸衰落，生命也危在旦夕。 | 全劇                        |
| 溫昇豪 | 白思禮 | 男，35歲，畢業於北台大學。性格溫柔且溫暖，La Trinité香水公司CEO。 十多年前，他曾是方多米大學時的男友，卻因出國留學而面臨分手。現在，他是多米妹妹方千芮的男友，跟千芮是在美國唸書時認識，進而相戀，怎麼也沒想過，自己竟然跨洋前後愛上了前女友的妹妹。 他愛千芮，但總是像個大哥哥包容著她。他也看不慣多米一個人默默拼命，有苦也從來不說，偶爾也會替多米心疼。在事業上，思禮跟多米是天作之合，看著多米身邊總遇不到好男人，多希望她也能過得很好。 | 1-12,14-15                  |
| 程茉   | 方千芮 | 女，26歲，方多米同父異母的妹妹。活潑開朗、性格直率，夢想是成為得普立茲獎的記者，但是為了男友白思禮，她甘願放棄自己的夢想，和他一起回到台灣，屈就於一個八卦狗仔的工作。 她跟多米的感情很好，兩人自幼同住在一個屋簷下，她也視多米的媽媽方玉梅為自己第二個媽媽，當初要不是玉梅阿姨在她跟她母親最困苦時救濟收留了她們，她也不可能如此平安順遂的成長。因為看著兩個媽媽在家庭中尷尬的狀態長大，她認為一切都是父親的錯，也因此，痛恨劈腿的人，在感情上有嚴重潔癖。 | 全劇                        |
| 吳珝陽 | 丁顯揚 | 男，外貌年齡28歲，藍月酒吧老闆，但其實這只是他的人間職業，他的真實身份是一個在人間執勤的月老使者，雖然他已十年沒有收到任務信了，最後一封任務便是天界要他牽線「石頭精與掌星女」，自此他就一直暗暗鎖定著有著石精印記的天樂，並四處追查掌星女下落，伺機而動。 日日算計著升等成仙，對於無法完成任務感到非常焦慮，一直最崇拜最尊敬的偶像就是大月老，哪知真正的大月老卻近在眼前，就是他天天去找麻煩的那位游天樂。 | 1-12                        |
| 古斌   | 石三生 | 男，外貌年齡35歲，陰沈，悲觀中有些自卑。他本是奈何橋旁一顆石頭，因與負責舀水的湘君朝夕相處，對她日久生情。具有催眠他人產生恨意的能力，藉以吸取負面能量幻化成人。然而，神界早就發現他的惡行，都在追緝他，大月老也不例外。三生利用大月老與湘君的愛戀，陷害李月把自己的胎印轉移給了大月老，並讓他戴上三生石使月老代替自己的身份，墜落凡間接受永世懲罰。 | 1,5-10,12-15                |
| 林映唯 | 小憂   | 女，外貌年齡25歲，長相充滿靈氣。性格冷靜內斂、剛毅果斷。原名趙湘君，是在奈何橋畔給予過往人們忘川水的小神。與天界大月老李月相戀。為了下凡尋找並解救李月，在弦月海灘醒來後遇見月老使者丁顯揚，發現自己失憶了，對過去的事一無所知，只好在藍月酒吧裡待了下來。他們也給她取了「小憂」這個名字，跟著阿南學習調酒，為藍月酒吧設計的「忘憂水」，客人們都十分喜歡。她在人間尋尋覓覓，也害怕接近真相之後，自己會不會變得討厭自己。 | 1,5-12,13(回憶),14-15(幻想) |

### 其他演員
| 演員   | 角色         | 介紹 | 登場集數               |
| 周定緯 | 簡嗡嗡       | 男，外貌年齡30歲，全名簡翁嗡，是蜜蜂化身，也是游天樂的貼身祕書，交待辦事樣樣通，乾淨俐落如金牌特務。比天樂早來到凡間，已知人間所有規矩，身體構造機能也與人類同化，但身為蜜蜂，仍是不改忙碌本性，保持優雅的碎念。 他尊敬天樂，只要天樂能夠在吸收負能量蝴蝶後，將一點能量分給自己他就心滿意足。在超過十年的合作下，他對天樂已經不只上司下屬的關係，他們是好友，也是最佳愛的拍檔。 | 2-15                   |
| 徐謀俊 | 阿南         | 男，外貌年齡28歲，藍月酒吧的酒保，原名黃河南。他是牛郎織女愛情傳說中，牛郎身邊的那頭老牛，也就是金牛星。當年指點牛郎去仙女下凡沐浴之地偷衣，因此幫助牛郎娶得神仙美眷，但天帝卻令兩人分開，遙隔銀河一年一見。金牛星不忍見有情人別離，毅然隱遁人間。成為丁顯揚的員工後，是酒吧裡的冷面笑匠，其心思細膩、觀察入微。                                                                | 1,3,5-12               |
| 鍾政均 | 張堤(Tim)    | 32歲，前La Trinité行銷部員工，因為跟多米交往，他開始也對香水產生興趣，讓母親投資了多米創業的香水工作室，自己也進入這間公司擔任業務的工作。因為多米，一向玩世不恭、生活白痴的他，也開始有了人生方向。雖然母親總是嫌棄多米，但他還是欣賞多米的溫暖、獨立與知性，費盡心思面對她們，兩個女人卻都沒討好。                                                                            | 1-5,7                  |
| 馬念先 | 卓不了       | 男，啄木鳥醫生，在凡間專門醫治非人類的醫生，曾經發過願要救拔三界罪苦，正義凜然，所以來到人間流浪行醫，居無定所。 | 2-3,5,9,12             |
| 范瑞君 | 王玉梅       | 女，是方多米的母親，面對人生有種黑色幽默，偶爾會責怪自己，是否如此才造就了當年偷情的前夫和珍珍。不過她仍願意讓珍珍與孩子留在自己的家中，也視千芮作自己的女兒般照顧。 | 1-3,5-7,10,13-15       |
| 明金成 | 方志強       | 男，方多米跟方千芮的父親，個性溫吞傳統但又嚮往叛逆，少年得志時散盡千金離開了穩定的人生，而後又在前妻的收留下帶著第二任老婆、小孩回到方家，在家地位很低，平時話不太多。 | 1,3,5-7,13-15          |
| 劉沛緹 | 劉珍珍       | 女，方千芮的母親，個性強勢不喜歡認輸，但是對於玉梅和多米讓他們留在方家終究是感謝的，只是不會承認。 | 1,3,5-7,11,13,15       |
| 林秀君 | 張堤嫣       | 女，55歲，張堤的母親，方多米的金主。靠著建設公司富商老公外遇離婚留下的贍養費，獨自一人撫養張堤長大，深具投資眼光，愛子心切，對方多米諸多挑惕，後來因為方多米跟Tim分手而憤而撤股並偷取香水專利。 | 1,3-5,7                |
| 夏和熙 | 小鐵         | 男，23歲，多米的調香小助手，在大三時就曾經來La Trinité香水公司暑期實習，從那之後一路跟隨多米，對她忠心耿耿，看不慣Tim把多米當工具人的樣子。 | 1-5,7-9,11,13          |
| 陳怡仲 | 艾曼琳       | 女，28歲，La Trinité企劃部員工兼代理秘書，Tim是她直屬上司，不過Tim出問題都是她在擦屁股。外表美艷又能幹，散發著一種女王的氣勢。 | 1-4,7-9,11,13          |
| 黃丞芯 | 美琪         | 女，24歲，La Trinité公司行政，古靈精怪，愛聊八卦，經常捕風捉影後拉著曼琳姐閒聊，也總喜歡接近小鐵問東問西，想知道研發部方多米最新的感情動向。 | 2-4,7,9,11,12(聲音),13 |
| 姚采穎 | 劉昱婷(Tina) | 女，33歲，嗆周刊八卦組總編，是方千芮的魔鬼女上司，北台大學球隊經理，大學期間喜歡白思禮，卻被郭俊霖強暴。 在成功光鮮的外表背後有著不少桃色流言，跟小趙有曖昧關係，長期看精神病及心理醫生。 | 3,8-10                 |
| 孫綻   | 小趙         | 男，27歲，嗆周刊八卦組小組長，算是相當資深老練的狗仔，和Tina有曖昧關係，總是和千芮一起出任務卻偷懶翹班，風流成性。 | 3,5,8-9                |
| 張翰   | 老謝         | 男，48歲，過氣的資深攝影師，工作不太得志，在家時常用酒精麻痺自己，和小20幾歲的方千芮交往偶有摩擦，方家對於千芮跟老謝感情滿是擔憂。 | 13-15                  |
| 劉爾金 | 錢會長       | 錢鼠妖，立洋建設會長，被石三生蠱惑跳樓。 | 7                      |
| 紀艾希 | 林潔         | 名模，香水代言人，和東史建設老總傳緋聞，在國際藝術村發生命案。 | 2                      |
| 甄莉   | 李太太       | 東史建設老闆的老婆，害死林潔的兇手。 | 2                      |
| 林融皓 | 郭俊霖       | 北台大學籃球隊，白思禮的學長，劉昱婷的老公，大學期間強暴劉昱婷。 | 9(對話提及)            |
| 沈魏   | 刑警         | | 2                      |
| 潘冠志 | 刑警         | | 2                      |
| 綠茶   | 毛特助       | 采雅香水公司特助 本來是錢會長的助理，在錢會長死掉後成為石三生的助理。 | 7-8                    |
| 卡古   | 小妖         | 葛屁 | 7                      |

## 電視劇歌曲
| 曲別   | 歌名       | 演唱者                      | 作詞             | 作曲                     |
| 片頭曲 | 刺眼       | 佛跳牆                      | 戴佩妮           | 戴佩妮                   |
| 片尾曲 | 夠不著的你 | 安心亞                      | 小寒             | 林耕禾                   |
| 插曲   | 情能補拙   | 安心亞                      | 陳信延           | 黃柏勳/Johnny CHAO       |
| 插曲   | 低頭戰     | 安心亞、宋柏緯              | SA：葛大為       | OC/OA：GDLO              |
| 插曲   | 牽伴       | 傅又宣                      | 傅又宣           | 朱國豪、王艷薇           |
| 插曲   | 自癒力     | 蕙菁 Janice                 | 郭穎軒           | 朱國豪                   |
| 插曲   | 流星       | 林可人                      | 林可人、蘇柏瑋   | 蘇柏瑋                   |
| 插曲   | 轉身以後   | 小男孩樂團Men Envy Children | 昌哥 Vince Cheng | 黄建為、陶山 Skot Suyama |
| 插曲   | 過站不停   | 蔡旻佑                      | 蔡旻佑、鄭興     | 鄭興                     |
| 插曲   | 不想認輸   | 家家                        | 文慧如           | 張暐弘                   |
| 插曲   | 不具名的花 | 告五人                      | 潘雲安           | 潘雲安                   |

## 分集標題
| 集數 | 播出日期      | 標題                   |
| 1    | 2020年2月8日  | 史上最尷尬的晚餐       |
| 2    | 2020年2月15日 | 專業的救命恩人         |
| 3    | 2020年2月22日 | 因為不容易才要更努力   |
| 4    | 2020年2月29日 | 田調也可以很浪漫       |
| 5    | 2020年3月7日  | 用祝福放下思念         |
| 6    | 2020年3月14日 | 想愛卻不敢愛           |
| 7    | 2020年3月21日 | 無法抗拒的才叫戀愛     |
| 8    | 2020年3月28日 | 老天給的懲罰           |
| 9    | 2020年4月4日  | 心疼一個人的感覺       |
| 10   | 2020年4月11日 | 希望時間能靜止         |
| 11   | 2020年4月18日 | 從這裡開始 在這裡結束  |
| 12   | 2020年4月25日 | 生死交關的時候         |
| 13   | 2020年5月2日  | 兩個人比一個人還孤單   |
| 14   | 2020年5月9日  | 世界上最遙遠的距離     |
| 15   | 2020年5月16日 | 真正的幸福不在別人眼中 |

## 收視率

### TVBS首播收視率
| 臺灣 TVBS歡樂台 首播收视率 |               |        |      |      |
| 集數                       | 播出日期      | 收视率 | 排名 | 備註 |
| 1                          | 2020年2月8日  | 0.26   | 5    |      |
| 2                          | 2020年2月15日 | 0.17   | 5    |      |
| 3                          | 2020年2月22日 | 0.17   | 5    |      |
| 4                          | 2020年2月29日 | 0.19   | 5    |      |
| 5                          | 2020年3月7日  | 0.17   | 5    |      |
| 6                          | 2020年3月14日 | 0.15   | 5    |      |
| 7                          | 2020年3月21日 | 0.12   | 5    |      |
| 8                          | 2020年3月28日 | 0.08   | 6    |      |
| 9                          | 2020年4月4日  | 0.08   | 6    |      |
| 10                         | 2020年4月11日 | 0.08   | 6    |      |
| 11                         | 2020年4月18日 | 0.07   | 6    |      |
| 12                         | 2020年4月25日 | 0.15   | 6    |      |
| 13                         | 2020年5月2日  | 0.04   | 6    |      |
| 14                         | 2020年5月9日  | 0.11   | 6    |      |
| 15                         | 2020年5月16日 | 0.06   | 6    |      |
| 平均收視                   | 平均收視      | 0.13   |      |      |

1. 同时段或交叉时段主要节目：
  - 華視《天才衝衝衝》
  - 中視《綜藝玩很大》
  - 民視《舞力全開》
  - 台視《植劇場－花甲男孩轉大人》（重播）／《覆活》
  - 三立都會台《跟鯊魚接吻》
  - 公視《鏡子森林》／《妖怪人間》／《奇蹟的女兒》（重播）／《路～台灣Express～》
  - 衛視中文台《想見你》
2. 数据由AGB尼爾森調查，調查範圍是四歲以上收看電視之觀眾。
3. 資料來源：台灣-偶像劇場、凱絡媒體週報。

## 大事記

### 2019年
原劇名為【月老練習生】，改為【月下－為愛墜落的祂】後改為【墜愛】。

### 2020年
- 1月2日釋出【墜愛】Teaser預告孤鸞篇。 （页面存档备份，存于）
- 1月8日墜愛完美的他互動劇。 （页面存档备份，存于）
- 1月9日墜愛我完美的他你選哪一杯。 （页面存档备份，存于）
- 1月14日釋出【墜愛】Teaser等待篇。 （页面存档备份，存于）
親吻篇。。錯過篇 （页面存档备份，存于）。拭淚篇預告 （页面存档备份，存于）
- 1月15日釋出【墜愛】片尾曲《夠不著的你》 （页面存档备份，存于）
- 1月16日釋出【墜愛】1分鐘預告搶先看。 （页面存档备份，存于）
- 1月17日釋出【墜愛】封面影片。

【墜愛】親吻篇預告。
- 1月18日釋出【墜愛】緣起仙界篇預告。 （页面存档备份，存于）

凡間情愛篇預告。 （页面存档备份，存于）
- 1月20日釋出【墜愛】元老雙帥篇預告 （页面存档备份，存于） （页面存档备份，存于）
- 1月21日釋出【墜愛】親吻篇預告。 （页面存档备份，存于）消失篇預告。 （页面存档备份，存于）
- 1月22日釋出【墜愛】戀愛特權篇預告。 （页面存档备份，存于）三分鐘預告搶先看。 （页面存档备份，存于）
- 1月29日，釋出掌星女篇預告。 （页面存档备份，存于）
- 2月5日【墜愛】首映會，出席藝人安心亞、宋柏緯、溫昇豪、古斌、林映唯、程茉、周定緯。釋出【墜愛】15分鐘片花搶先看。 （页面存档备份，存于）

## 獎項
| 年度   | 大獎                  | 獎項                             | 入圍者              | 結果 |
| ------ | --------------------- | -------------------------------- | ------------------- | ---- |
| 2020年 | 第3屆亞洲影藝創意大獎 | 最佳喜劇演出獎                   | 周定緯              | 提名 |
| 2020年 | 第3屆亞洲影藝創意大獎 | 最佳電視劇集及劇情片視覺及特效獎 | 熔藝影像MagmArt VFX | 提名 |